# Bass-Serre-Baum
Bass-Serre-Bäume sind eine Konstruktion aus dem mathematischen Teilgebiet der Gruppentheorie, mit der Gruppenwirkungen von amalgamierten Produkten oder allgemeiner Fundamentalgruppen von Graphen von Gruppen auf Bäumen konstruiert werden können.
Sie sind nach Hyman Bass und Jean-Pierre Serre benannt.

## Definition
Es sei {\displaystyle (E,K,\left\{G_{e}\right\}_{e\in E},\left\{G_{k}\right\}_{k\in K},\left\{\alpha _{k,i}\colon G_{k}\to G_{e_{i}}\right\}_{k=(e_{0},e_{1})\in K,i=0,1})} ein Graph von Gruppen und {\displaystyle G} seine Fundamentalgruppe. Der zugehörige Bass-Serre-Baum {\displaystyle T} wird konstruiert wie folgt:
- die Ecken sind {\displaystyle \bigsqcup _{e\in E}G/G_{e}}
- die Kanten sind {\displaystyle \bigsqcup _{k\in K}G/G_{k}}
- die Kante {\displaystyle \left[g\right]\in G/G_{k}} hat die Ecken {\displaystyle \left[g\right]\in G/G_{e_{0}}} und {\displaystyle \left[gk\right]\in G/G_{e_{1}}}, für {\displaystyle k=(e_{0},e_{1})\in K}

Die Gruppe {\displaystyle G} wirkt auf {\displaystyle T} durch Linksmultiplikationen auf {\displaystyle G/G_{e}} und {\displaystyle G/G_{k}}.
{\displaystyle T} ist ein Baum.

## Struktursatz
Es sei {\displaystyle (E,K,\left\{G_{e}\right\}_{e\in E},\left\{G_{k}\right\}_{k\in K},\left\{\alpha _{k,i}\colon G_{k}\to G_{e_{i}}\right\}_{k=(e_{0},e_{1})\in K,i=0,1})} ein Graph von Gruppen und {\displaystyle T} sein Bass-Serre-Baum. Dann sind die Stabilisatoren von Ecken {\displaystyle {\tilde {e}}} bzw. Kanten {\displaystyle {\tilde {k}}} isomorph zu {\displaystyle G_{e}} bzw. {\displaystyle G_{k}} für {\displaystyle e=\left[{\tilde {e}}\right]} bzw. {\displaystyle k=\left[{\tilde {k}}\right]} und der Quotient {\displaystyle G\backslash T} ist der dem Graph von Gruppen unterliegende Graph {\displaystyle (E,K)}.

## Beispiele
Die beiden folgenden Graphen sind die Bass-Serre-Bäume eines freien Produkts bzw. einer HNN-Erweiterung.
- Bass-Serre-Baum des freien Produkts {\displaystyle \mathbb {Z} /2\mathbb {Z} *\mathbb {Z} /3\mathbb {Z} \simeq PSL(2,\mathbb {Z} )}:

- Bass-Serre-Baum der Baumslag-Solitar-Gruppe {\displaystyle BS(1,2)=\langle a,t\colon tat^{-1}=a^{2}\rangle }: